# کنتو اونو
کنتو اونو (انگلیسی: Kento Ono؛ زادهٔ ۹ اوت ۱۹۸۹) بازیگر، مدل (شخص) اهل ژاپن است.